# مسند الفهيقي
مسند الفهيقي (مواليد 1 يوليو 1995) هو لاعب كرة قدم سعودي يلعب في نادي الإنطلاق.

## مسيرة اللاعب
مثل نادي الجندل ونادي القلعة ونادي طبرجل ونادي العروبة ونادي اللواء ونادي الإنطلاق ونادي السلمية.